# Labyrinth Kindermuseum Berlin
Das Labyrinth Kindermuseum Berlin ist ein Kindermuseum im Berliner Bezirk Mitte, Ortsteil Gesundbrunnen. Das Museum wurde am 12. September 1997 eröffnet und zählte seitdem mehr als 1,6 Mio. Besucher.

## Ziele
Ziel ist es, die soziale und kulturelle Bildung der Kinder spielerisch und kreativ zu fördern. Spielfreude, Neugier und die individuellen Stärken der Kinder stehen dabei im Mittelpunkt. Das Labyrinth Kindermuseum Berlin möchte einen Beitrag zur Förderung dieser Kompetenzen leisten:

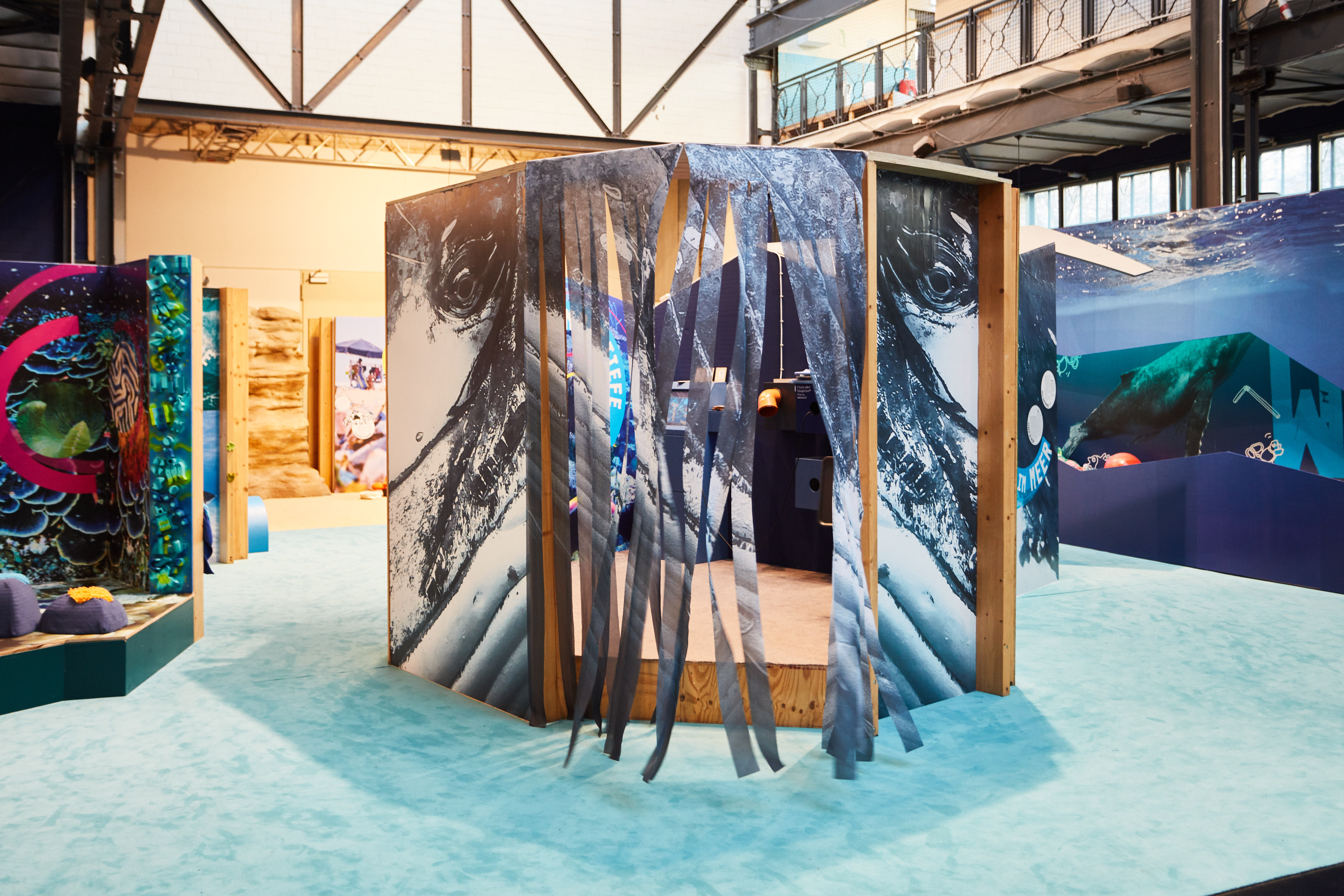
Im Meer der Ausstellung "Natürlich heute! Mitmachen für morgen"

- außerschulische Bildung mit den Schwerpunkten soziale, kulturelle und künstlerisch-ästhetische Bildung
- Sachkompetenz in verschiedenen Themenbereichen
- Kreativität und Fantasie
- soziale und kommunikative Kompetenzen
- fairer und konstruktiver Umgang der Kinder untereinander
- demokratisches Verhalten
- gleichberechtigter Umgang zwischen den Geschlechtern
- Toleranz gegenüber anderen Kulturen, Weltanschauungen, Einstellungen und Lebensweisen
- generationenübergreifende Kommunikation

## Aktivitäten
Das Labyrinth Kindermuseum Berlin zeigt wechselnde interaktive Ausstellungen für Mädchen und Jungen im Alter von 3 bis 11 Jahren. Zusätzlich bietet es Fortbildungen für Pädagogen, Veranstaltungen, Ferienprogramme sowie Kindergeburtstage an und führt Projekte für Schulklassen, Kita und Horte durch. Ein Teil der Ausstellungen steht für den Ausstellungsverleih zur Verfügung.

## Ausstellungen
Die interaktiven Ausstellungen werden vom Labyrinth Kindermuseum Berlin konzipiert, produziert und in der 1.000 Quadratmeter großen Ausstellungshalle präsentiert. Die Ausstellungsdauer beträgt i. d. R. 16 bis 18 Monate. Ausstellungssprachen sind Deutsch und Englisch. Das Kindermuseum verleiht eine Auswahl seiner Ausstellungen an andere Museen und Kulturorte. Die Ausstellungen waren u. a. in Dortmund, Graz/Österreich, Heilbronn, Ingelheim, München, Neu-Ulm, Nürnberg, Speyer und Duisburg zu sehen.

### Ausstellungen (Auswahl)

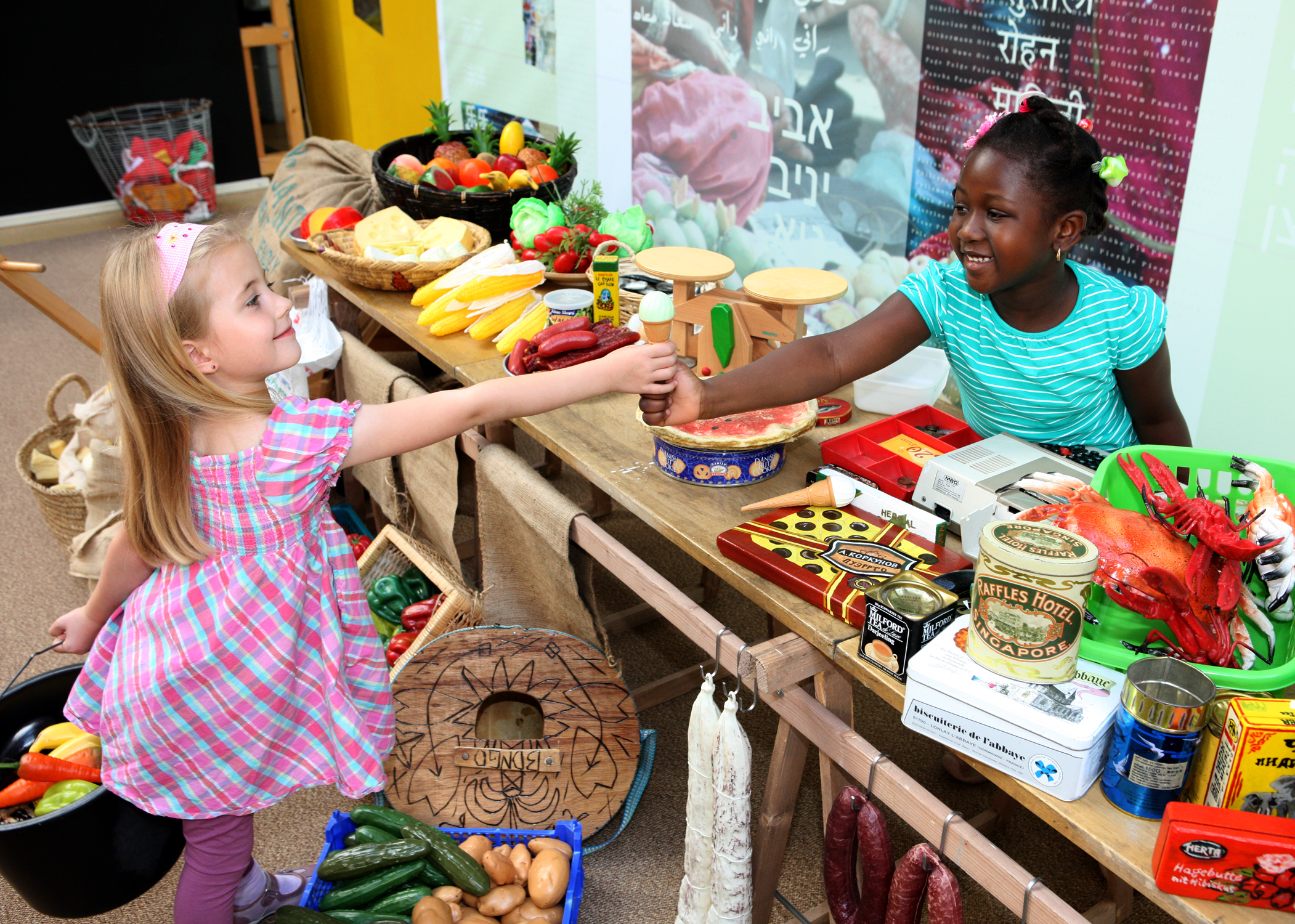
Der internationalen Marktplatz innerhalb der Ausstellung Ganz weit weg – und doch so nah

- 2019–2024 Natürlich heute! Mitmachen für morgen – Ausstellung zum Thema Umwelt und Nachhaltigkeit
- 2017–2019 1, 2, 3, Kultummel – Die Ausstellung mit dem Vielfalter
- 2014–2017 Platz da! Kinder machen Stadt – Interaktive Bauausstellung
- 2012–2014 Ganz weit weg – und doch so nah – Erlebnisausstellung über ferne Länder und Kulturen
- 2010–2012 Frische Tinte – Reckless und was davor geschah. Erlebnisausstellung zu Geschichten von Cornelia Funke
- 2009–2010 Alle anders anders – Vom Reichtum des Andersseins
- 2007–2009 Bahn frei für Schlauspieler! – Erlebnisausstellung zum Thema „Spielerisches Lernen“
- 2006–2007 Ganz weit weg – und doch so nah – Erlebnisausstellung zu Gemeinsamkeiten und Unterschieden innerhalb der Weltkulturen
- 2005–2006 Volles Recht auf Spunk und Spiel – Erlebnisausstellung zum Kinderrecht auf Spielen
- 2004–2005 Unterwegs nach Tutmirgut – Erlebnisausstellung zum Thema Kindergesundheit
- 2003–2004 Rapunzel und der gestiefelte Hänsel – Die andere Märchenausstellung
- 2002–2003 Bewegungs(t)räume – Bewegungsspielraum für Kinder
- 2001/2002 Hände, Füße, fertig ... los! – Bewegungswerkstatt für Kinder
- 2001 Ist hier alles lupenrein? – Auf den Spuren der Detektive
- 2000 Lego Welt – Spiel mit der Fantasie
- 1999–2000 Seifenblasenzauber – Seifenblasenphänomene
- 1999 Chagall für Kinder – Ein spielerisches Kunsterlebnis
- 1998–1999 Schon gehört? – Musik, Geräusche, Klang
- 1997 Babbels – Phantasie, Magie und Seifenblasen

## Auszeichnungen
Für seine Arbeit hat das Labyrinth Kindermuseum Berlin folgende Auszeichnungen erhalten:
- 2001  Gothaer Förderpreis für kulturelle Bildung[1]
- 2003  Zivilcouragepreis Berlin
- 2006  Kulturmarke des Jahres[2]
- 2008  European Design Award in der Kategorie signs and displays
- 2008  Reddot Design Award[3]
- 2012  Children’s Museum Award (Nominierung)
- 2018  European Design Award in Silber in der Kategorie Exhibition Design

## Organisation

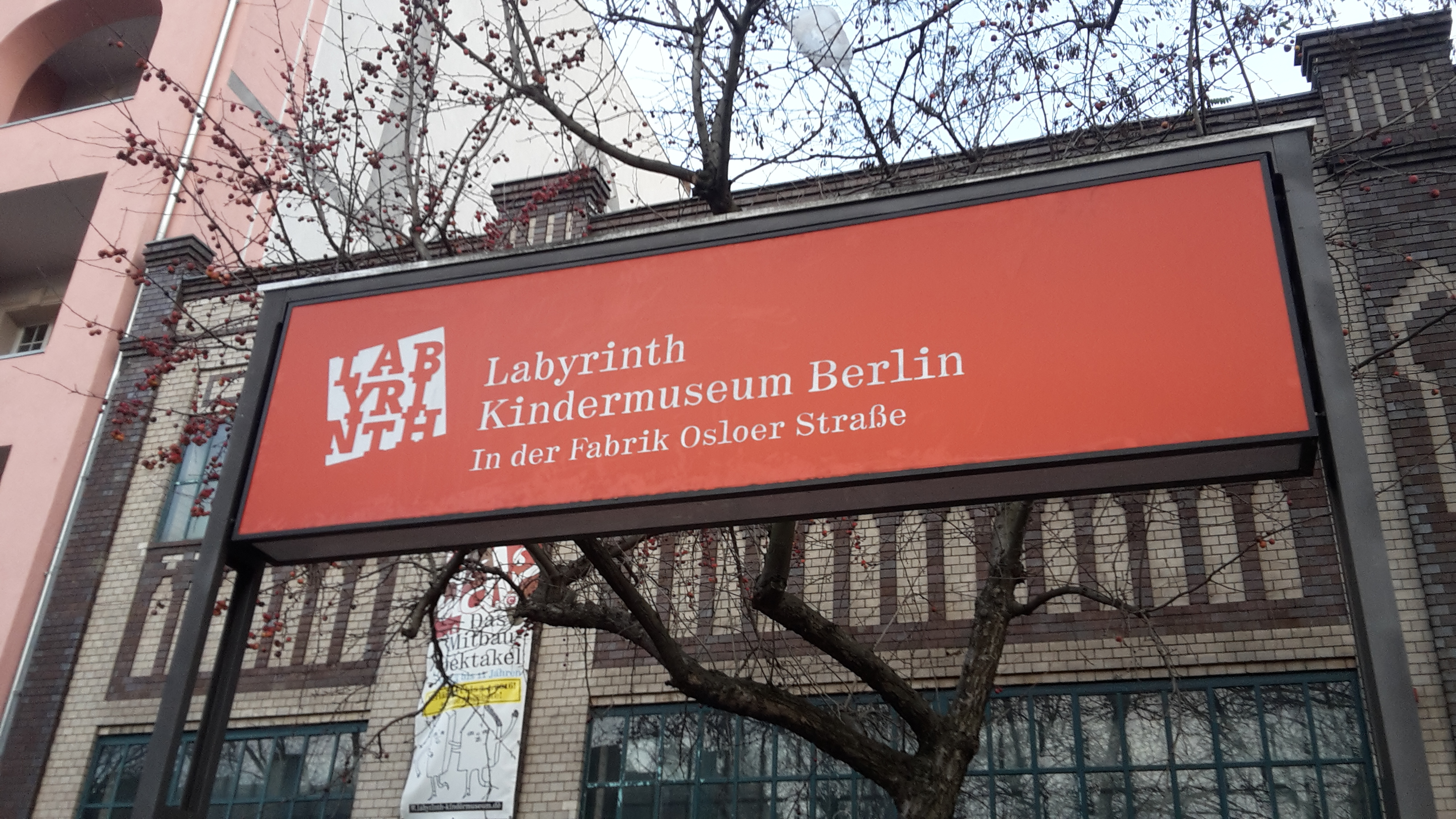
Eingangsschild des Labyrinth Kindermuseum in Berlin, Osloer Str. 12

Das Labyrinth Kindermuseum Berlin ist eine gemeinnützige GmbH und Tochtergesellschaft des Vereins Fabrik Osloer Straße e. V. Das Kindermuseum ist überwiegend frei finanziert und wird zudem vom Senat von Berlin, Senatsverwaltung für Bildung, Jugend und Familie, gefördert. Darüber hinaus finanziert es sich vor allem durch Eintrittsgelder sowie Mittel von Stiftungen, Sponsoren und Partnern.

## Gebäude

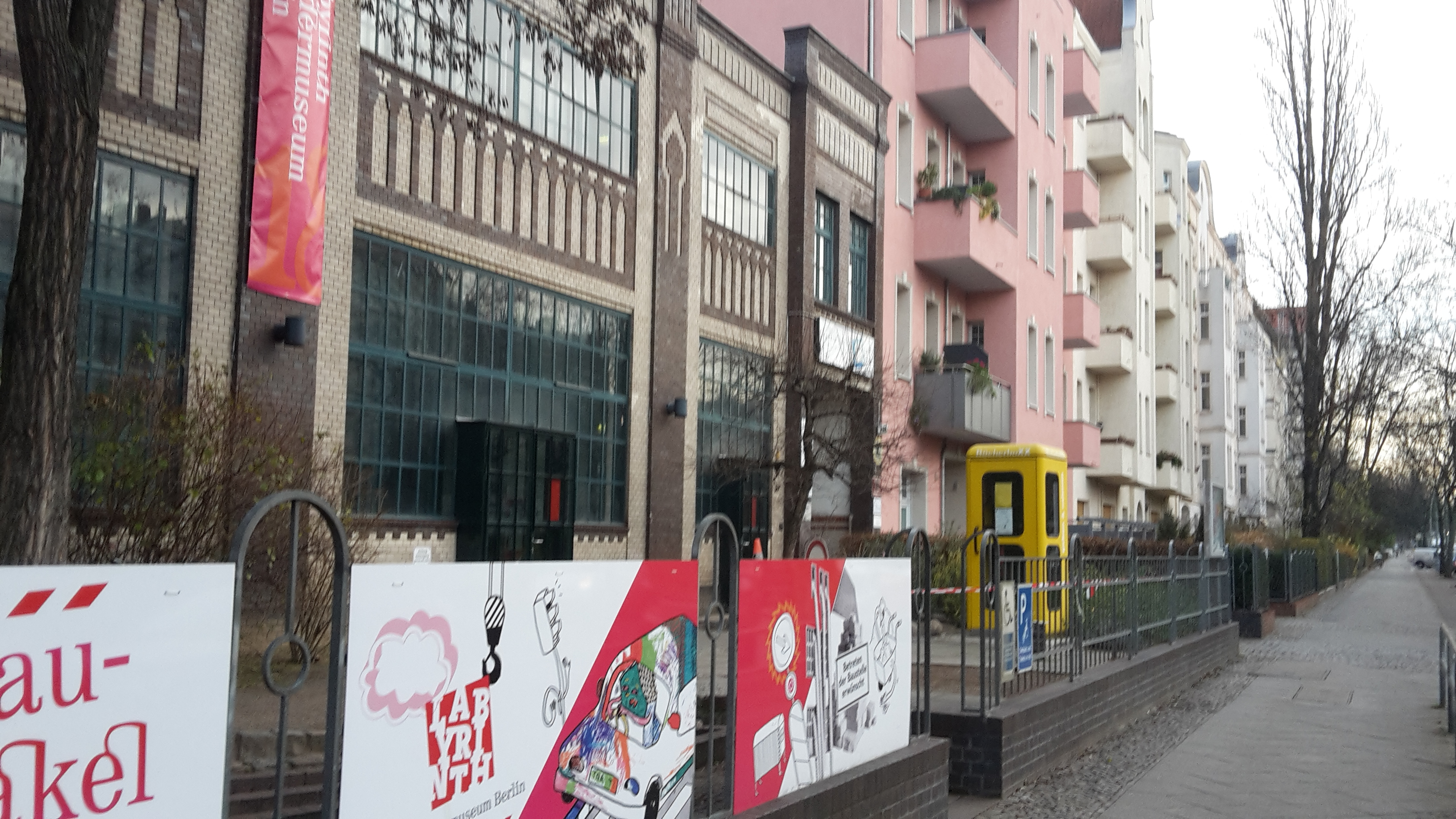
Fassade des Labyrinth Kindermuseums

Das Kindermuseum befindet sich in einer ehemaligen Montagehalle für Zündholzmaschinen, die von 1890 bis 1977 von der von Maschinenfabrik Albert Roller auf dem Gelände des heutigen soziokulturellen Zentrums Fabrik Osloer Straße in Berlin-Gesundbrunnen betrieben wurde.